# Sebastian Suerbaum
Sebastian Suerbaum (* 9. Februar 1962 in Münster) ist ein deutscher Arzt, Mikrobiologe und Hochschullehrer.

## Leben
Sebastian Suerbaum wurde geboren als Sohn des Anglisten Ulrich Suerbaum. Er studierte Medizin an der Ruhr-Universität Bochum mit Auslandssemestern an der Universität Wien und der Harvard Medical School in Boston. 1988 wurde er promoviert. Er arbeitete als Assistenzarzt am Bernhard-Nocht-Institut für Tropenmedizin in Hamburg, danach am Institut für Medizinische Mikrobiologie und Immunologie in Bochum. Von 1991 bis 1993 war er als Postdoc am Institut Pasteur in Paris. 1994 erlangte er den Titel eines Facharztes für Mikrobiologie, Virologie und Infektionsepidemiologie. 1995 wurde Suerbaum habilitiert. Von 1995 bis 1999 war er leitender Oberarzt an der Abteilung für Medizinische Mikrobiologie und Immunologie der Ruhr-Universität Bochum.
1999 nahm er einen Ruf als C3-Professor ans Institut für Hygiene und Mikrobiologie der Julius-Maximilians-Universität Würzburg an. 2003 übernahm er eine C4-Professur der Medizinischen Hochschule Hannover (MHH) und wurde zugleich Direktor des Instituts für Medizinische Mikrobiologie und Krankenhaushygiene der MHH. Seit 2016 ist er W3-Professor und Vorstand Medizinische Mikrobiologie und Krankenhaushygiene am Max von Pettenkofer-Institut der Ludwig-Maximilians-Universität München.
Er war von 2010 bis 2014 Präsident der Deutschen Gesellschaft für Hygiene und Mikrobiologie. Er ist seit 2013 Mitglied des Wissenschaftlichen Beirats des RKI (Robert Koch-Institut) und wurde 2018 zum Vorsitzenden des Beirats gewählt.

## Forschungsschwerpunkte
Suerbaum hat besonders zur Erforschung des Bakteriums Helicobacter pylori international Wegweisendes beigetragen. Seine Arbeitsgruppe an der MHH hat u. a. die Populationsgenetik, Evolution und Pathoevolution des H. pylori und verwandter Bakterienspezies untersucht und zu menschlichen Wirtspopulationen unterschiedlicher ethnischer Abstammung in Beziehung gesetzt.

## Ehrungen und Auszeichnungen
- Gerhard-Hess-Preis der Deutschen Forschungsgemeinschaft (1996)[6]
- Hauptpreis der Deutschen Gesellschaft für Hygiene und Mikrobiologie (2004)[7]
- Behring Lecture Wissenschaftspreis der Philipps-Universität Marburg (2007)[8]
- Eva und Klaus Grohe-Preis der Berlin-Brandenburgischen Akademie der Wissenschaften (2007)[9]
- Mitglied der Deutschen Nationalen Akademie der Wissenschaften Leopoldina (seit 2011)[1]
- Heinz P. R. Seeliger-Preis (2012)[1]
- Mitglied der Academia Europaea (2013)[10]
- Fellow der American Academy of Microbiology[11]
- Fellow der European Academy of Microbiology[12]
- Karl-Georg-von-Boroviczény-Medaille (2019)[13]